# アランタ (駆逐艦)
アランタ (HMAS Arunta, I30/D130) は、オーストラリア海軍の駆逐艦。トライバル級。艦名はアボリジニの一部族であるアランテ族（en）にちなむ。本艦は「アランタ」の名を持つ初めての艦であった。

## 艦歴
アランタは1939年1月にオーストラリア海軍局（Australian Naval Board）に発注され、ニューサウスウェールズ州シドニーのコッカトゥー島造船所で1939年11月15日に起工。アランタはオーストラリア海軍のトライバル級駆逐艦では最初の艦であった。その後1939年11月30日にオーストラリア総督夫人ザラ・ゴウリーの手で進水したが、アランタの艦体は船台の中ほどで停止してしまい、完全な進水は翌日に持ち越しとなった。建造費は500,000AUPであった。アランタは竣工の一か月前である1942年3月30日に就役した。

### 第二次世界大戦
アランタは1942年5月17日にニューサウスウェールズ州沖で対潜哨戒を行い、最初の作戦行動を開始した 。これらの任務の中で特筆すべきものとして、5月16日にアメリカ海軍の駆逐艦パーキンスとオランダ海軍の軽巡洋艦トロンプと共に成果のない対潜哨戒任務中にロシア船ワレン（Wellen）への発砲と調査を行ったことが挙げられる。5月18日、アランタとトロンプは、シドニーからポートモレスビーへオーストラリア陸軍第14旅団の将兵4,735名を運ぶオランダ船4隻からなるZK.8船団を護衛した。
一か月後、アランタはオーストラリア沿岸を行くいくつかの船団を護衛し、さらに8月初旬にはニューギニアへ向かう複数の船団を護衛した。この任務の中で、アランタは1942年8月24日にポートモレスビー沖合において日本海軍の潜水艦呂33を発見、爆雷攻撃を加え撃沈した 。
1942年9月4日、アランタはポートモレスビーを発ち、ミルン湾の部隊へ補給物資を運ぶ輸送船アンシュン（Anshun）とオランダ船ダス・ヤコブ（'s Jacob）からなるQ2船団をスループスワンと共に護衛した。9月6日の朝にアランタとアンシュンはミルン湾に入り、アンシュンはギリギリ（Gili Gili）のポンツーン浮桟橋に横付けすると荷下ろしを始め、安全のため夜間は沖に退避した。しかし、アランタがスワンとダス・ヤコブと合流して南へ向かっている間、現地指揮官からの命令でアンシュンは夜間も物資の揚陸を行うことになった。だがその結果、アンシュンは夜の間に日本の軽巡洋艦天龍と駆逐艦嵐に攻撃されて沈んでしまった（ラビの戦い）。
1943年1月、アランタは船団護衛任務へ戻る前にティモールから連合軍のゲリラを脱出させた。同年5月にアランタはアメリカ海軍第74任務部隊（Task Force 74）に参加するため船団護衛任務から解放された。
アランタはウッドラーク島とキリウィナ島への上陸作戦であるクロニクル作戦に参加、7月には第74任務部隊から離れ、オーストラリア周辺で哨戒と船団護衛、改装を行った後、10月29日にブリスベンで第74任務部隊に復帰した。以降は11月5日までミルン湾でオーストラリア海軍の重巡洋艦オーストラリア、シュロップシャー、駆逐艦ワラムンガとアメリカ海軍の駆逐艦ラルフ・タルボット及びヘルムと行動した。

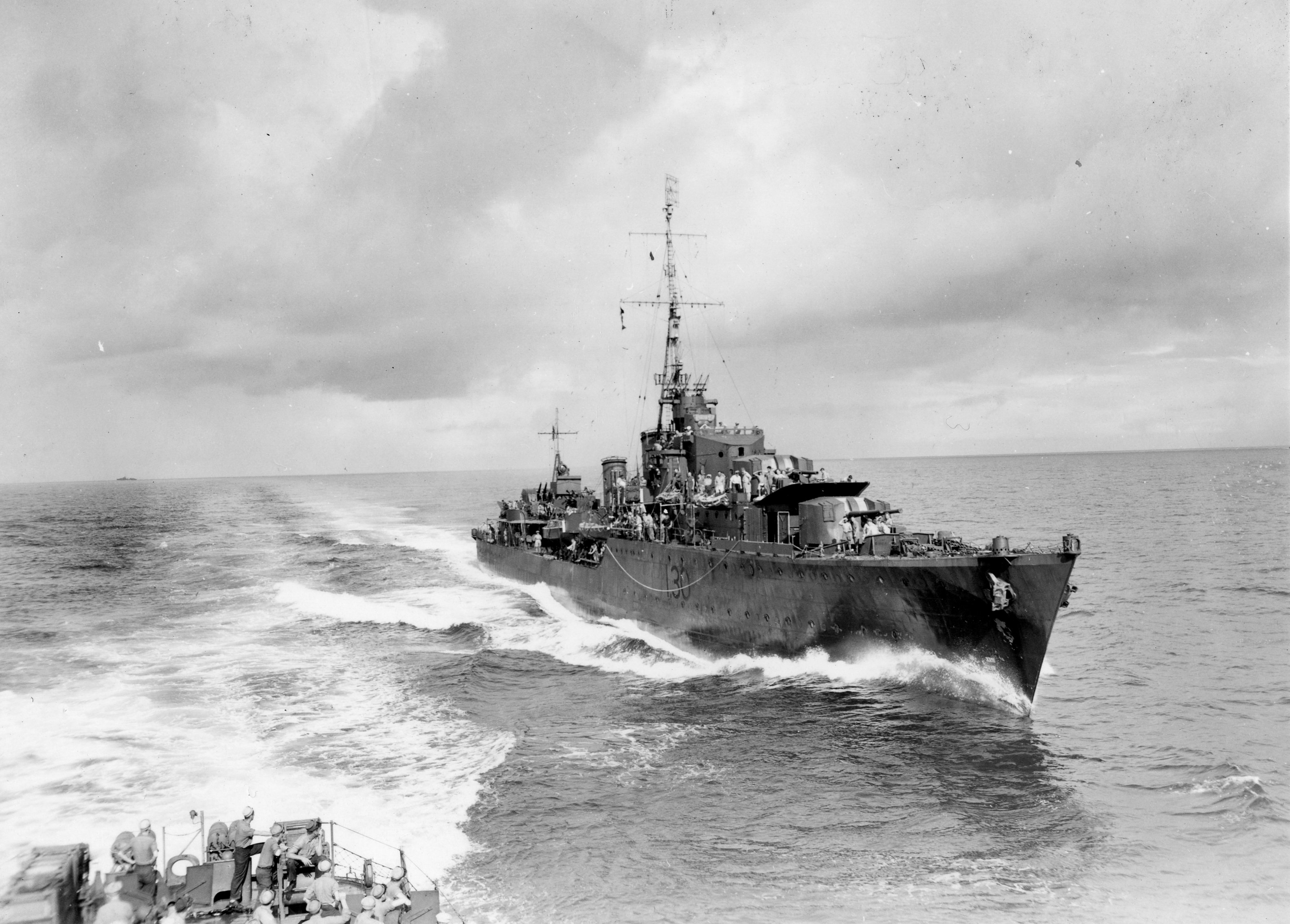
駆逐艦ニコラスから見たアランタ。1943年7月撮影。

11月下旬、アランタはニューギニアの日本軍弾薬集積所を砲撃し、1943年12月から1944年1月までアラウェの戦い、グロスター岬の戦い、セイダー上陸を支援した。3月、アドミラルティ諸島の戦いに伴い第7騎兵連隊をアドミラルティ諸島へ輸送し、上陸後の支援砲撃を行った。4月から9月にかけては、ホーランジアの戦い、ワクデの戦い（ここでアランタは日本兵1名を捕虜にした）、ビアク島の戦い、ヌムフォア島の戦い、サンサポールの戦い、モロタイ島の戦いと各地を転戦し上陸支援を行った。

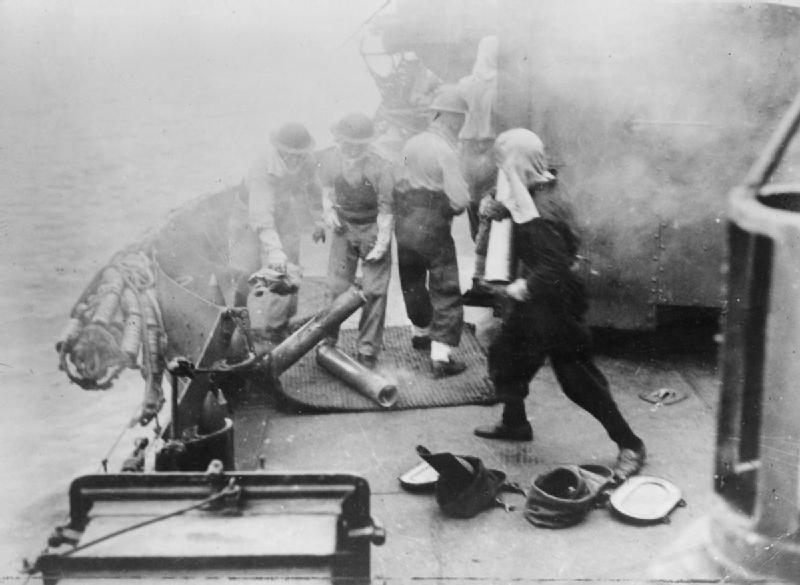
ホーランジア上陸を支援するアランタの砲手。

続いて10月13日にアランタはフィリピンのレイテ湾へ向かう艦隊に加わった。アランタはアメリカ海軍のハッチンス、バッチ、ダリー、キレン、ビールからなる第24駆逐艦戦隊（Destroyer Squadron 24）に加わり、10月25日のスリガオ海峡海戦で西村祥治中将率いる戦艦山城、扶桑、航空巡洋艦最上と駆逐艦4隻からなる第一遊撃隊第三部隊を迎撃した 。アランタは日本の駆逐艦時雨に魚雷攻撃を行ったが外れた。日本艦隊は壊滅したが、時雨は猛烈な砲雷撃を逃れ脱出に成功した。
詳細な時期は不明ながら、1944年から1945年にかけてアランタの塗装はそれまでのオーストラリア海軍のグレー二色（MS4・507a）迷彩からアメリカ海軍の濃いブルー一色の塗装に変更されている。

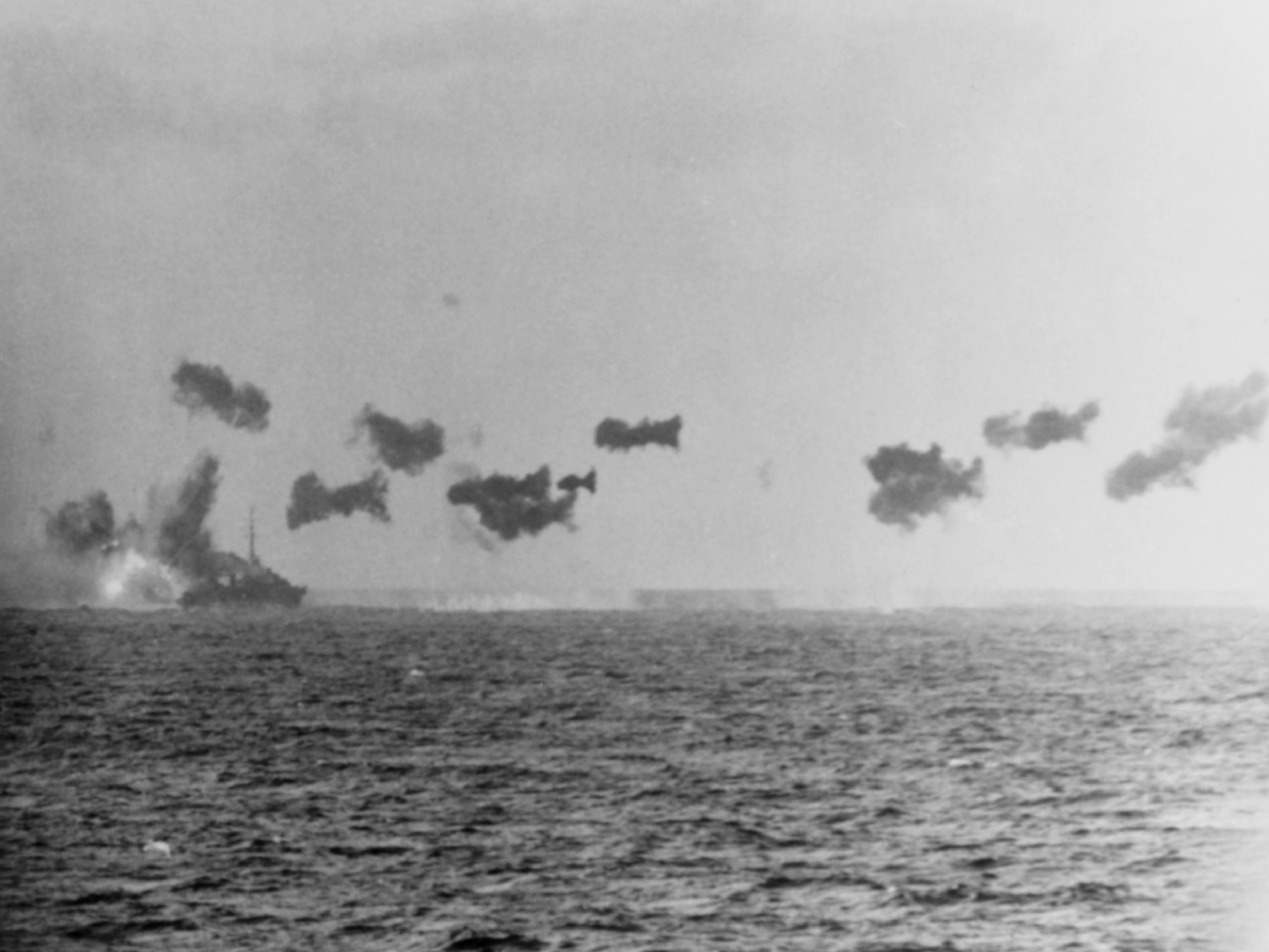
アランタの至近に特攻機が落下した瞬間を捉えた写真。

1945年1月5日、レイテ島の戦いで上陸を援護中だったアランタは神風特別攻撃隊の特攻機による攻撃を受け、直撃は避けられたものの1機がアランタの至近に突入し乗員2名が死亡した 。2月13日から15日にかけてアランタと姉妹艦ワラムンガはリンガエン湾を出発しマニラの西方約480km海上へ展開、北号作戦でシンガポールから日本本土へ向かう日本海軍の航空戦艦日向、伊勢、軽巡洋艦大淀と駆逐艦3隻からなる艦隊（完部隊）を攻撃するアメリカ陸軍航空隊の航空機が被撃墜あるいは不時着した場合の搭乗員救助に備えた。しかし悪天候により航空攻撃は行われず、何も起こらなかった。完部隊は全艦が無事に日本へ到着した。
アランタは3月から4月にかけて改装が行われた後、5月10日から11日にアイタペの戦いで第6師団を支援した。6月10日にはブルネイ湾の戦いで第9師団を支援し 、6月下旬には7月1日の上陸に先立ちルートンとバリクパパンの敵陣地を砲撃している。それからアランタはシドニーのコッカトゥー島に戻り改装中に終戦を迎えた。

### 戦後
改装完了後の1945年10月、アランタはイギリス太平洋艦隊（BPF）に加わりイギリス連邦占領軍（BCOF）に参加した。1946年3月まで日本近海で行動した後、極東艦隊の展開としてパプアニューギニアとフィリピンを巡航する。再び日本に戻ったアランタは1947年4月初めまで留まっていた。1948年6月にアランタはいくつかのメラネシアの島々を訪問、1949年の終わりから兵装・レーダー・ソナーの更新を含めた近代化改装の準備が始まり、1950年から実際に作業が行われた。しかし6か月以内の予定で始まった改装は、実際には2年も費やしたため完了時には既に旧式化していた。

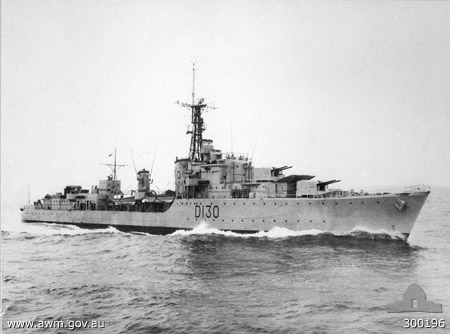
改装直後のアランタ。1952年11月撮影。

1952年11月にアランタは対潜駆逐艦に再分類され現役復帰した。改装後にアランタのペナントナンバーはD130に変更されている。1953年いっぱいをオーストラリア周辺で過ごしたアランタは、1954年1月に朝鮮半島へ向かい朝鮮戦争休戦後の国連軍による警戒活動を支援した。同年8月にオーストラリアへ戻り1955年5月まで留まった後、マラヤ連邦に向かったアランタはイギリス海軍及びニュージーランド海軍との共同演習に参加した。アランタとワラムンガはシンガポールで改装を受けた後、オーストラリア海軍艦として初めて極東戦略予備隊（Far East Strategic Reserve）に加わり、12月まで任務にあたった。その後アランタは1956年3月から4月にかけてオーストラリア北部を巡航、6月にノーフォーク島とピトケアン諸島を訪問した。アランタは1956年6月14日にシドニーで退役し予備役に置かれた。

### 退役と最期
予備役に置かれたアランタは1956年12月21日に除籍された。その生涯でアランタは357,273海里（661,670km：411,142マイル）を航海した。アランタは1968年11月1日まで保管された後、台湾の台北にある中国鋼鉄（China Steel Corporation）にスクラップとして売却された。
アランタの艦体は1969年2月12日に日本の深田サルベージ建設の曳船東興丸によって曳航され最期の地となるはずの台湾へ向かったが 、翌2月13日に浸水が発生し、復旧作業の甲斐なく艦を救うことは不可能と判断された。アランタはその日、ニューサウスウェールズ州沖65マイルのブロークン湾の海底へと消えていった。

## 栄典
アランタは生涯で5個の戦闘名誉章(Battle Honour)を受章した。
Pacific 1942–45 ・ New Guinea 1942–44 ・ Leyte Gulf 1944 ・ Lingayen Gulf 1945 ・ Borneo 1945
これら5個以外にもアランタは「Guadalcanal 1942」も受章しているが、こちらは受章にふさわしい功績を挙げていないとして後に抹消されている。アランタは第二次世界大戦の大部分をアメリカ海軍第7艦隊の任務部隊で過ごしたため、オーストラリアの艦艇研究家ヴィック・カッセルズ（Vic Cassells）によれば「アメリカ海軍で最も有名なオーストラリア海軍駆逐艦の一隻であった」という。